# Saint-Pierremont, Ardennes
Saint-Pierremont är en kommun i departementet Ardennes i regionen Grand Est (tidigare regionen Champagne-Ardenne) i nordöstra Frankrike. Kommunen ligger  i kantonen Buzancy som ligger i arrondissementet Vouziers. År 2022 hade Saint-Pierremont 71 invånare.

## Befolkningsutveckling
Antalet invånare i kommunen Saint-Pierremont
Referens: INSEE